# Dorfkirche Muntscha

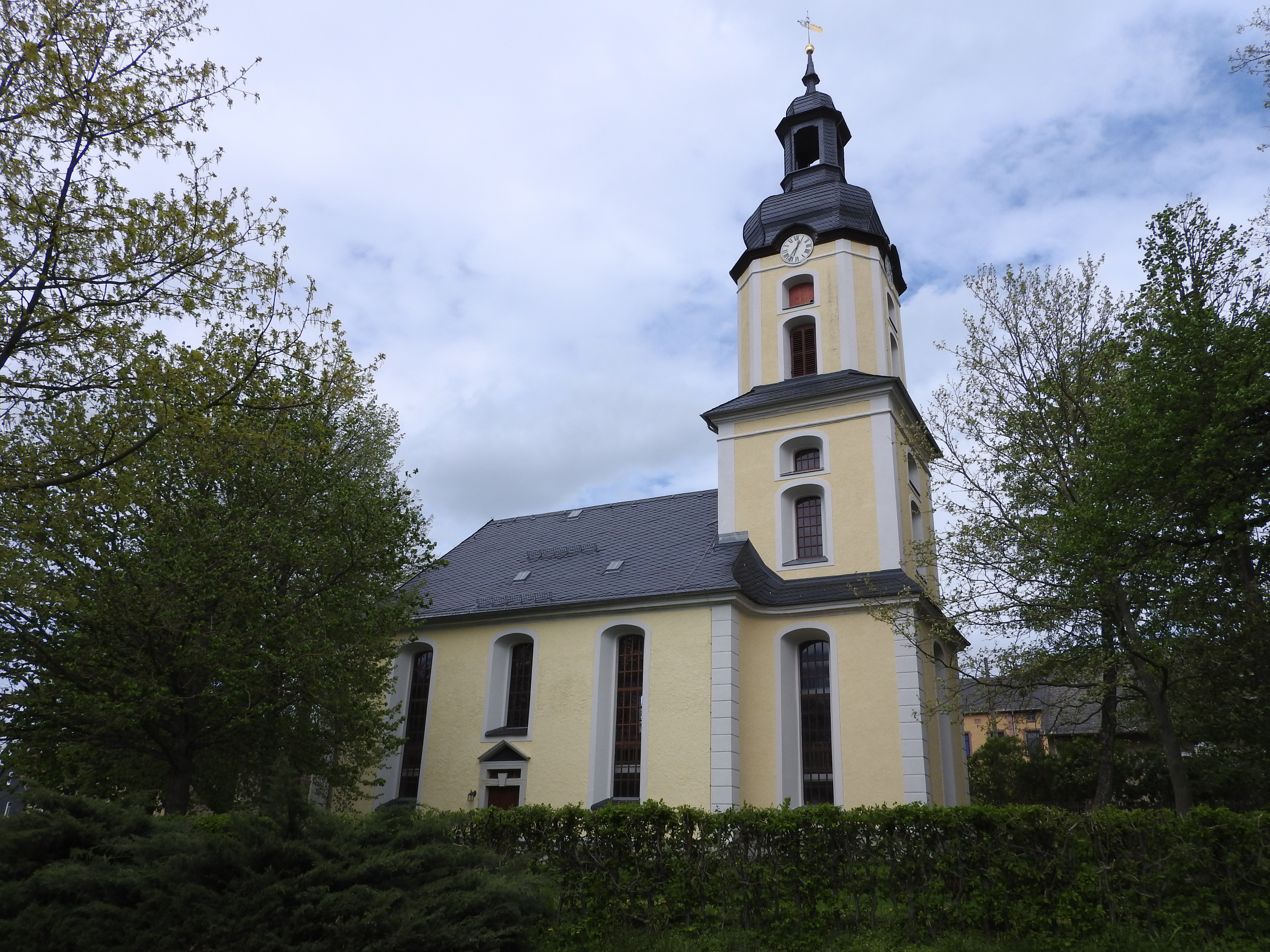
Dorfkirche in Muntscha

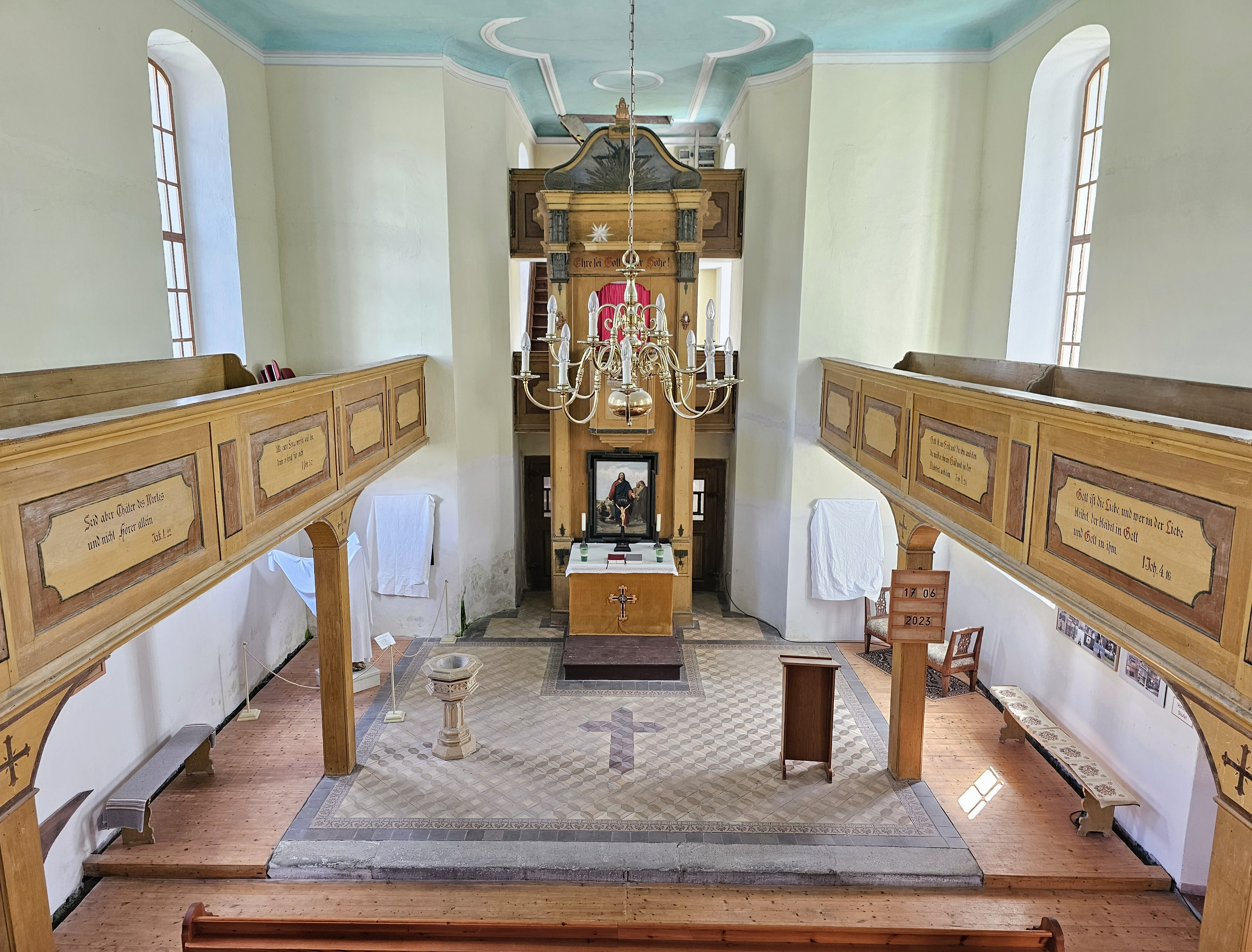
Innenraum (2023)

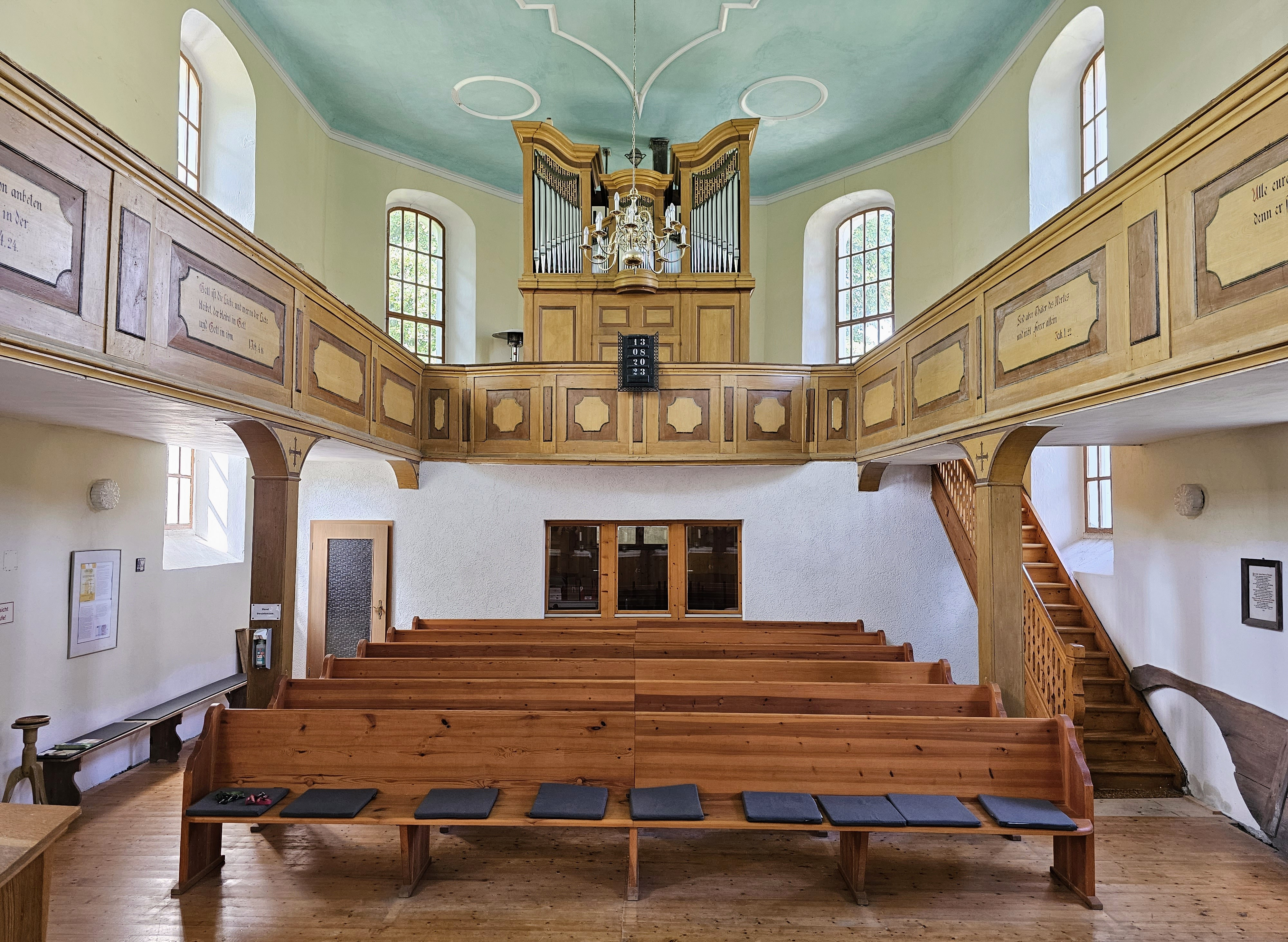
Blick zur Rebhuhn-Orgel

Die evangelische Dorfkirche Muntscha steht im Stadtteil Muntscha der Stadt Auma-Weidatal im Landkreis Greiz in Thüringen.

## Geschichte und Architektur
Im Jahr 1806 brannte die Dorfkirche ab. Auf ihren Grundmauern errichtete man das heutige Gotteshaus.
Das Kirchenschiff wird begrenzt durch den polygonal dreiseitigen Westabschluss und eingezogenen Chorraum. Über dem Chor der Kirchturm mit Laterne und aufgesetzter Spitze. Das Dach vom Schiff ist ein Satteldach mit dreiseitig polygonaler Wallausbildung an der Westseite. Der Eingang befindet sich an der Südseite.
1990 entdeckte man den Befall mit Hausschwamm, der mittels Betonspritzverfahren saniert wurde. Das betraf auch den Innenraum und den Gemeinderaum unter der Orgel.
2008 erfolgte die Turmsanierung mit folgender Turmneueindeckung und Aufbringen der Wetterfahne.
Die Kirchgemeinde erhielt 2012 für die gelungene Sanierung den Denkmalschutzpreis.

## Orgel
Die Orgel wird Johann Christian Rebhuhn zugeschrieben, der nach dem Kirchenbrand ein neues Werk im Jahr 1809 baute. Das Instrument verfügt über zehn Register auf einem Manual und Pedal ist und weitgehend erhalten; die Prospektpfeifen des Principal 4′ sind nicht mehr original. 2019–2023 restaurierte Dirk Schönefeld die Orgel mit Unterstützung des Thüringischen Landesamtes für Denkmalpflege und Archäologie.